# Ернесто Валверде
Ернесто Валверде Техедор (на испански: Ernesto Valverde Tejedor) е бивш испански футболист, играл като нападател, настоящ треньор на Атлетик Билбао.

## Състезателна кариера
Започва професионалната си кариера в Сегунда дивисион с екипите на Депортиво Алавес и Сестао, а през летния трансферен прозорец на 1986 г. преминава в елитния Еспаньол. Дебютът му в Примера дивисион е на 31 август за равенството 1:1 срещу състава на Атлетико Мадрид. През 1988 г. под ръководството на Хавиер Клементе достига до финала на Купата на УЕФА срещу отбора на Байер Леверкузен. В първия мач Еспаньол постига победа с 3:0 но губи реванша със същия резултат и спора за трофея след изпълнение на дузпи. През следващия сезон преминава в редиците на водения от Йохан Кройф тим на Барселона. Въпреки че печели КНК за 1988 – 89 г. и Купата на краля за 1990 г. Валверде не успява да се пребори с конкуренцията на другите нападатели в отбора Хулио Салинас и Гари Линекер и през 1990 г. подписва с Атлетик Билбао за когото играе в продължение на шест сезона. Завършва кариерата си на 33-годишна възраст с екипа на състезаващия се тогава в Сегунда отбор на Майорка, като е с основен принос за връщането на клуба в Примера дивисион през 1997 г.

## Треньорска кариера

### Първи стъпки
След края на активната си състезателна дейност, Валверде започва треньорска кариера в младежките формации на Атлетик Билбао. Четири години по-късно, през 2001 г. става асистент на Юп Хайнкес в първия отбор. През 2002 г. поема „Б“ отбора на клуба, а през 2003 г. е вече старши треньор на първия отбор. През сезон 2003 – 04 завършва на пето място в Примера дивисион и печели квота за Купата на УЕФА. В квалификациите Атлетик преодолява Трабзонспор, а в груповата фаза завършва на първо място пред отборите на Стяуа, Парма, Бешикташ и Стандард Лиеж. На 1/16 финалите отстъпва на Аустрия Виена. През 2006 г. поема друг свой бивш клуб – Еспаньол.  Още през първата си година начело на отбора и деветнадесет години по-късно като футболист Валверде и Еспаньол отново играят финал за Купата на УЕФА, но отново го губят след изпълнение на дузпи, този път от Севиля.

### Олимпиакос
На 28 май 2008 г. Валверде е назначен за треньор на гръцкия колос Олимпиакос, заменяйки на поста своя сънародник Хосе Сегура. Още в първия си сезон печели шампионската титла и купата на Гърция. Въпреки това на 8 май 2009 г. ръководството на клуба решава да не подновява договора на специалиста и Валверде е освободен.
На 2 юни 2009 г. Виляреал му предлага едногодишен договор за наследник на поелия Реал Мадрид чилиец Мануел Пелегрини. Уволнен е на 31 януари 2010 г. след домакинската загуба от Осасуна.
На 7 август 2010 г. Валверде поема за втори път Олимпиакос. На 19 април 2012 г., след като отново дублира успехите от предишния си престой в клуба, Валверде обявява решението си да напусне по семейни причини. 

### Валенсия
На 3 декември 2012 г. е назначен на мястото на уволнения за слаби резултати Маурисио Пелегрино начело на Валенсия, като подписва договор до 30 юни 2013.  По това време той достига четвъртфиналите на Купата на краля. На 1 юни 2013 г. след загуба от 3:4 от Севиля, Валенсия вече не може да се изкачи на четвъртото място в Ла Лига, даващо право за участие в квалификациите на Шампионска лига, Ернесто Валверде обявява, че ще напусне клуба.

### Завръщане при баските
На 20 юни 2013 г. Ернесто Валверде се завръща в Атлетик Билбао. Още през първата година той изкачва отбора до четвъртата позиция в Примиера Дивисион и го класира за Шампионска лига, а през 2015 г. той достига финала на Купата на краля, но го губи с 1:3 от Барселона. Първият му трофей като треньор идва на 17 август 2015 г., когато Атлетик Билбао печели с общ резултат 5:1 срещу Барселона за Суперкупата на Испания. На 23 май 2017 г. Ернесто Валверде заявява, че ще напусне клуба на 30 юни 2017 г. като ще го замести Хосе Анхел Зиганда. Като треньор на Атлетик Билбао от периода 2013 г. – 2017 г., Валверде постигна невероятни успехи за баските и ще си остане любимец на феновете им.

### Барселона
На 29 май 2017 г. Ернесто Валверде заменя Луис Енрике като треньор на Барселона. Неговият дебют като треньор на испанския гранд започва по ужасяващ начин, след като губи и двата мача за Суперкупата на Испания срещу Реал Мадрид. Обаче, след двете загуби, отборът му остава непобеден в 29 мача (от 20 август 2017 до 17 януари 2018), когато губи първия мач от 1/4-финалите на Купата на краля с 1:0 от Еспаньол. Въпреки поражението, Барселона остава стабилизирана и отново влиза в дълга серия от 18 поредни мача без загуба, но на 10 април 2018 г. в Рим Рома отстранява каталунците на 1/4-финалите с резултат 3:0 (първият мач в Каталуния завършва 4:1 в полза на блаугранас, но заради гола на чужд терен вълците продължават напред в надпреварата). В Примера Дивисион Барселона не губи мач в продължение на 43 срещи, когато отборът на Валверде записва поражение от Леванте с 5:4 като гост. През този сезон каталунците печелят титлата и купата в Испания.
Февруари 2019 г. Валверде удължава договора си с Барселона с още една година.
През сезон 2018/19 извежда Барселона до втора поредна титла в Ла Лига, но отпада на полуфинал в Шампионска лига, водейки с 3-0 в първия мач, допускайки драматичен обрат от 4-0 срещу Ливърпул. В края на сезона губи финала на Купата на Краля срещу Валенсия. Повечето фенове възприемат сезона като провал.

## Успехи
Като футболист
- Еспаньол
  - Купата на УЕФА
  - Финалист – 1987 – 88

- Барселона
  - Купа на носителите на купи – 1988 – 89
  - Купа на краля – 1989 – 90

Като треньор
- Еспаньол
  - Купа на УЕФА
  - Финалист – 2006 – 07

- Олимпиакос
  - Гръцка суперлига (3): 2008 – 09, 2010 – 11, 2011 – 12
  - Купа на Гърция (2): 2008 – 09, 2011 – 12

- Барселона
  - Ла Лига (2) 2017-18, 2018-19
  - Купата на Краля 2017-18
  - Суперкупа на Испания 2018-19